# Perfboard

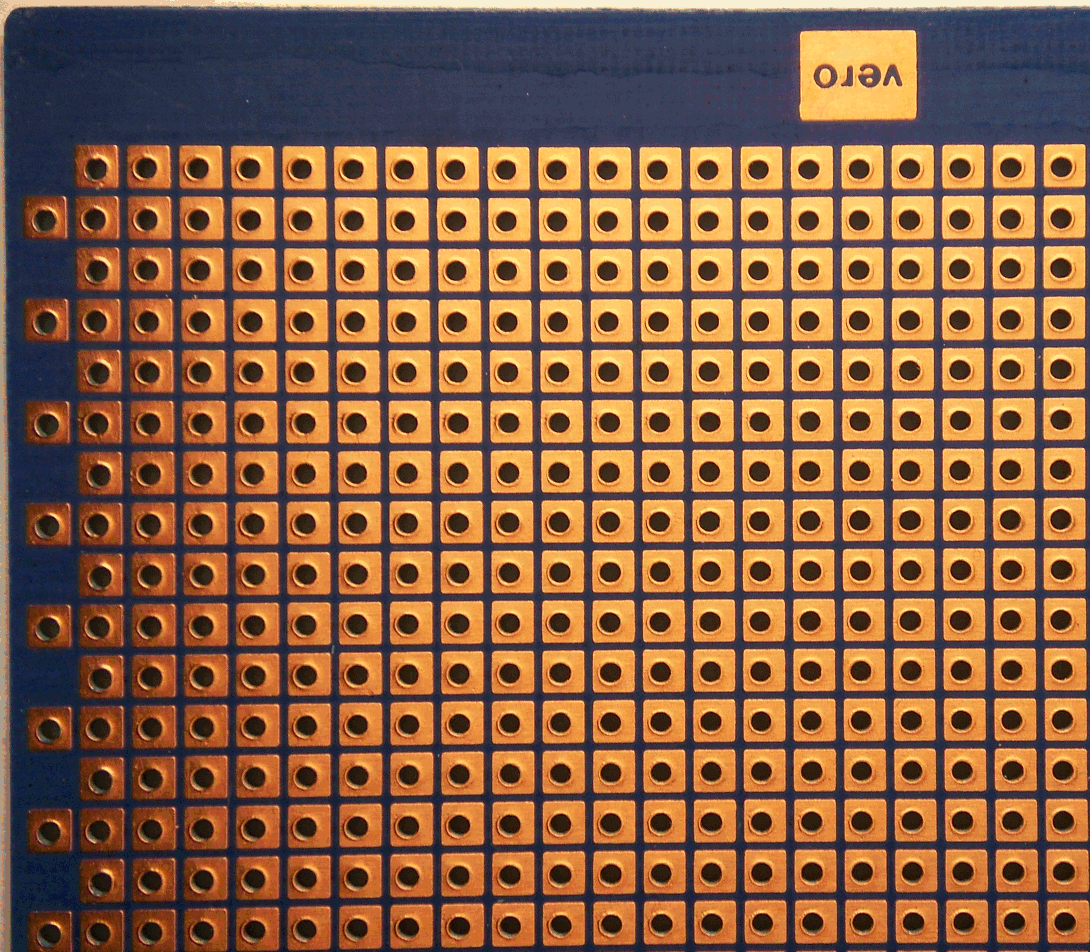
Part superior d'un Perfboard amb forats revestits de coure per a soldar

Perfboard és un material per crear prototips de circuits electrònics (també anomenat DOT PCB). És una làmina prima i rígida amb forats prèviament perforats a intervals estàndard a través d'una quadrícula, normalment una quadrícula quadrada de 0.1 polzades (2.54 mm) espaiat. Aquests forats estan envoltats per illots de coure rodons o quadrats, tot i que també hi ha disponibles taulers nus. El tauler de perforació econòmic pot tenir illots només en un costat del tauler, mentre que el tauler de perforació de millor qualitat pot tenir illots als dos costats (forats passants). Atès que cada forat està aïllat elèctricament, el constructor fa totes les connexions amb wire wrap o tècniques de cablejat punt a punt en miniatura. Els components discrets es solden a la placa prototip, com ara resistències, condensadors i circuits integrats. El substrat normalment està fet de paper laminat amb resina fenòlica (com FR-2) o un laminat epoxi reforçat amb fibra de vidre (FR-4) Taules amb pla de terra i altres tècniques de prototipatge. Il·lustrat en figures F1 a F24, de p.AN47-98. Informació sobre el breadboarding a les pàgines AN47-26 a AN47-29.

## Connexions
Els 0.1 polzades (2.54 mm) el sistema de graella admet circuits integrats en paquets DIP i molts altres tipus de components de forat passant. El Perfboard no està concebut per crear prototips de dispositius de muntatge en superfície. Abans de construir un circuit perfboard, les ubicacions dels components i les connexions normalment es planifiquen detalladament en paper o amb eines de programari. Els prototips a petita escala, però, sovint es construeixen ad hoc, utilitzant un tauler de gran mida.
El programari per a la disposició de PCB també es pot utilitzar sovint per generar dissenys de perfboard. En aquest cas, el dissenyador col·loca els components de manera que tots els cables caiguin en interseccions de 0.1 polzades (2.54 mm) quadrícula. Quan s'encaminen les connexions es poden utilitzar més de 2 capes de coure, ja que les superposicions múltiples no són un problema per als cables aïllats.
Un cop finalitzat el disseny, els components es solden a les seves ubicacions designades, prestant atenció a l'orientació de les peces polaritzades, com ara condensadors electrolítics, díodes i circuits integrats. A continuació, es realitzen les connexions elèctriques tal com s'ha plantejat a l'esuema pràctic. Una manera de cablejar és fer tantes connexions com sigui possible sense afegir cable addicional. Això es fa doblegant els cables existents de resistències, condensadors, etc. en posició, retallant la longitud addicional i soldant el cable per fer la connexió elèctrica necessària. Una altra escola de pensament es nega a doblegar els cables excessius dels components i utilitzar-los per al cablejat, amb el motiu que això fa difícil o impossible l'eliminació d'un component després, per exemple, quan es necessita una reparació.
Si s'han d'utilitzar cables addicionals, o s'utilitzen per raons principals, normalment s'encaminen completament al costat de coure dels taulers de perforació, perquè, a diferència dels taulers d' estampació, els forats propers no estan connectats i l'únic forat d'un forat ja és. ocupat pel plom d'un component. Els cables utilitzats van des de cables aïllats, inclòs el verowire (fil de coure esmaltat amb un aïllament de poliuretà que se suposa que es fon quan es solda), fins a fil de coure nu, depenent de les preferències individuals, i sovint també del que hi ha actualment al taller.
Per als cables aïllats, es prefereix un fil de nucli sòlid prim amb un aïllament resistent a la temperatura, com ara Kynar o Tefzel. El calibre del cable és normalment de 24-30 AWG. Es pot utilitzar una eina especial per pelar, incorporant una fulla fina d'acer amb una ranura en la qual simplement s'introdueix el cable i després s'estira solt, deixant un extrem net. Aquest cable es va desenvolupar inicialment per al muntatge de circuits mitjançant la tècnica de wire wrap, però també serveix per al cablejat en miniatura punt a punt al tauler perforat. El cable de coure nu és útil quan s'uneixen una sèrie de connexions per formar un bus elèctric, com ara la terra del circuit, i quan hi ha prou espai per encaminar correctament les connexions, en lloc de cablejar- les a l'estil de niu de rata.
Els ponts de soldadura intencionals es poden utilitzar per connectar forats adjacents quan sigui necessari. Cal una coordinació entre ull i la mà acurada per evitar que es produeixin curtcircuits inadvertits

## Comparació amb sistemes similars
Els circuits muntats al perfboard no són necessàriament fràgils, però poden ser menys resistents als impactes que les plaques de circuit imprès.
Perfboard es diferencia de stripboard en què cada forat del perfboard està aïllat. Stripboard es fa amb fileres de conductors de coure que formen connexions per defecte, que es divideixen en segments aïllats segons cal raspat a través del coure. Això és similar al patró de connexions per defecte en una placa de prova sense soldadura. No obstant això, l'absència de connectivitat predeterminada al tauler de perforació ofereix al dissenyador més llibertat per col·locar els components i es presta més fàcilment al disseny assistit per programari que el stripboard o el breadboard, motiu q ha permès emprar-lo en àudio.

## Galeria

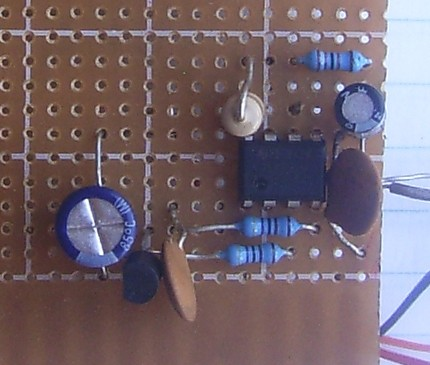
Circuit d'un timer 555.
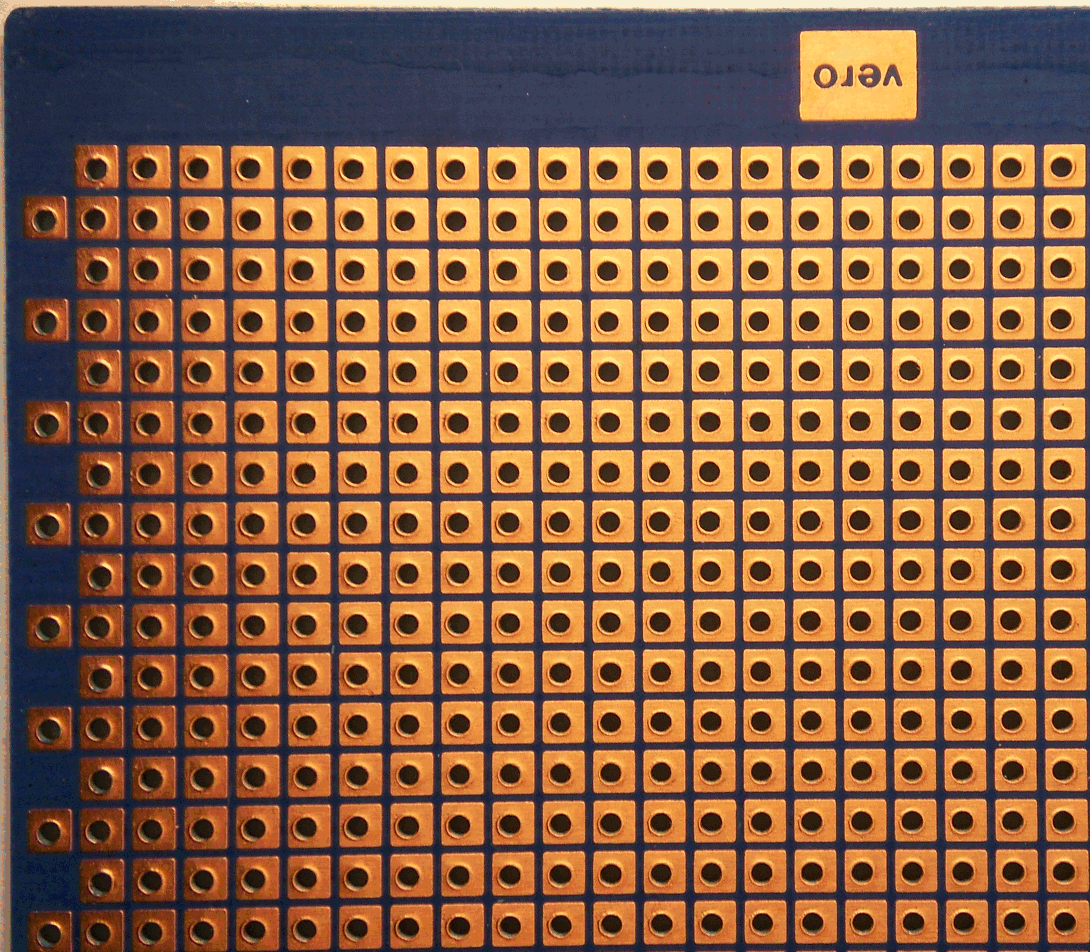
Part superior d'un Perfboard amb un pla de terra a sota
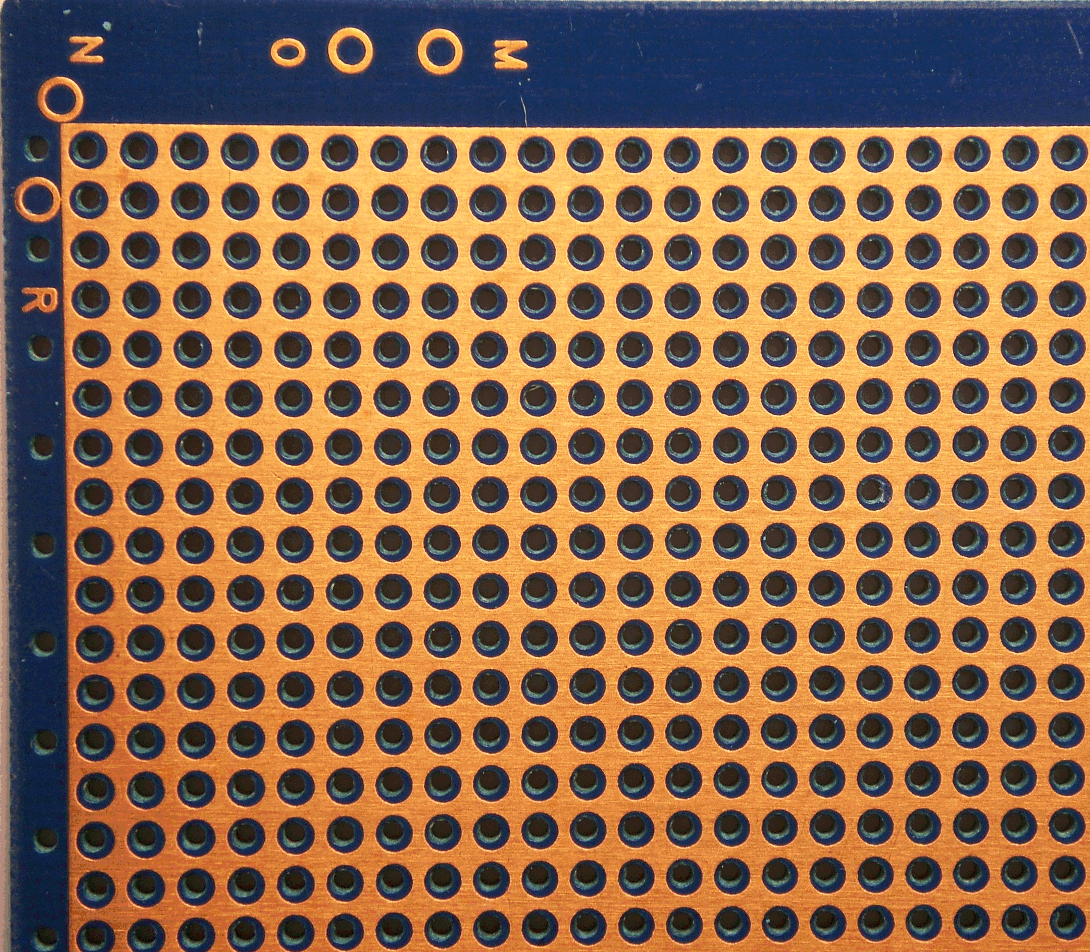
Part inferior d'un Perfboard revestit de coure